# سكر ثنائي

السكروز، سكر ثنائي شائع (المستخدم في البيت)

تتكون السكريات الثنائية أو ثنائيات السكريد من سكرين أحاديين مرتبطان. عندما يتم اتحاد سكرين أحاديين يتم انتزاع جزيء ماء واحد ويكون الناتج سكراً ثنائياً.
C6H12O6 + C6H12O6-H2O = C12H22O11
السكر المستعمل في البيت هو سكر ثنائي (يسمى أيضا سكروز) يتكون من اتحاد سكر جلوكوز وسكر  فركتوز
كما يوجد سكر ثنائي آخر وهو سكر المالتوز وهو يتكون من اتحاد سكري جلوكوز.
وسكر الحليب، ويسمى لاكتوز، وهو يتكون من سكر جلوكوز + سكر غالاكتوز متحدين.

## أنواعه
- سكر القصب والبنجر سكروز: يتكون من سكر الجلوكوز (سكر العنب) والفركتوز سكر الفواكه، حلاوته 100% ويتواجد في قصب السكر والبنجر.
- سكر الشعير المالتوز: يتكون من جلوكوز وجلوكوز؛ حلاوته 35%، و، يتواجد في بذور الحبوب كالشعير ومن خلال تجزئة النشاء إلى مكوناته الاصلية.
- سكر الحليب اللاكتوز: يتكون من سكر (الغالاكتوز) وجلوكوز؛ حلاوته 25%، ويتواجد في الحليب ومشتقاته.

ويتعذر على الجسم امتصاص السكريات الثنائية مباشرة ويكون بحاجة إلى انزيمات وخمائر معينة لتجزئتها إلى سكريات احادية ومن ثم امتصاصها. والسكر المنقلب عبارة عن مزيج من سكري العنب والفواكه وهو المكون الأساسي لعسل النحل. يمكن إنتاج هذا السكر أيضا عن طريق طبخ سكر البنجر باستخدام بعض الأحماض. والسكريات الثنائية تذوب في الماء أيضاً ويمكن تسريع عملية انحلالها في الماء عن طريق تصغير حجمها. وهذا يعني ان مسحوق هذه السكريات هو اسرع اشكالها ذوبانا في الماء. وطبيعي فان تسخين الماء يضاعف من قدرته على استيعاب السكر الذائب، أو وبكلمات أخرى يمكن تسريع ذوبان السكريات الثنائية عن طريق تسخين الماء. وتحريك الماء المحلى بالسكر يزيد أيضا من سرعة ذوبان السكريات الثنائية؛ كما هو الحال عند احتساء القهوة والشاي.
وللسكريات الثنائية قابلية كبيرة على سحب الماء وربطه برابطات، مما يتسبب في سحب الاحياء الميكروسكوبية المسؤولة عن عملية التخمر في الماء؛ وهي سيئات لا نحبها مثل تعفن المربى وتعفن الفواكه.
عند صناعة المربيات والفواكه المعقودة بالسكر يضاف إليها البكتين  الذي يمتص السكر، كما يضاف إلي المربي بعضا من عصير الليمون كمادة واقية من الميكروبات. وللسكر قابلية على التلون أثناء التسخين واكتساب لون بني -ذهبي يميزه (هذا طبعا بعد مرحلة أولى من والتسخين يتخذ فيها السكر اللون الأصفر). ويستخدم الإنسان هذه الخاصية بهدف إنتاج الصبغات السكرية المستخدمة بكثرة أثناء تحضير الاطعمة والمعجنات والحلوى... الخ. ومعروف أن التسخين الزائد للسكر يحرقة ويمنحه لونا أسودا وطعما مرا غير مقبول، ويحوله في النهاية إلى فحم ضار بالصحة.

## التصنيف
يوجد نوعان مختلفان وظيفيًا من السكريات الثنائية:
- الثنائيات السكرية المختزلة، في السكريات الأحادية والسكريات الثنائية، لا تزال توجد وحدة  شبه اسيتال حرة يمكن أن تعمل كمجموعة ألدهيد مختزلة؛ مثل السيلوبيوز والمالتوز التي تعتبر أمثلة من المركبات السكرية الثنائية، ذات وحدة «شبه آسيتال» واحدة، حيث تكون الآخرى مشغولة بالرابطة الغليكوسيدية، مما يمنعها من القيام بدور العاملالمختزل.
- المركبات السكرية الثنائية غير المختزلة حيث ترتبط الروابط من خلال وحدة الأسيتال والمصاوغ كربونيلي. ينتج عن هذا عدم ترك أي من السكريات الأحادية مع وحدة شاردة هوائية حرة لتعمل كعامل مختزل. يعتبر السكروز والطرهالوز أمثلة على المركبات السكرية الثنائية غير المختزلة بسبب ارتباط الرابطة الغليكوسيدية بالذرات الكربونية للهيمي آسيتال. قد يكون انخفاض التفاعل الكيميائي للسكريات غير المختزلة بالمقارنة مع السكريات المخفضة ميزةً يكون فيها الاستقرار في التخزين أمرًا مهمًا.[3] [4]

## الأيض
يشمل أيض السكريت الثنائية إلى السكريات الأحادية.

## السكريات الثنائية الشائعة
| السكريات الثنائية                                     | الوحدة الأولى | الوحدة الثانية | الرابطة |
| ----------------------------------------------------- | ------------- | -------------- | ------- |
| سكروز (سكر الطعام، قصب السكر، سكر البنجر، أو السكروز) | جلوكوز        | فركتوز         | α(1→2)β |
| لاكتولوز                                              | جلاكتوز       | فركتوز         | β(1→4)  |
| لاكتوز (سكر اللبن)                                    | جلاكتوز       | جلوكوز         | β(1→4)  |
| مالتوز (سكر الشعير)                                   | جلوكوز        | جلوكوز         | α(1→4)  |
| ريهالوزتريهالوز                                       | جلوكوز        | جلوكوز         | α(1→1)α |
| يلوبيوزسيلوبيوز                                       | جلوكوز        | جلوكوز         | β(1→4)  |
| يتوبيوزكيتوبيوز ‏                                      | جلوكوزامين    | جلوكوزامين     | β(1→4)  |

المالتوز والسيلوبيزو والشيتوبيوزهي منتجات تحلل مائي من متعدد السكاريد النشا، والسليولوز، والكيتين على التوالي.
تشمل السكريات الثنائية الأقل شيوعًا:
| السكر الثنائي   | الوحدات                         | الرابطة                                  |
| --------------- | ------------------------------- | ---------------------------------------- |
| وجيبوزKojibiose | اثنين من مونومرات الجلوكوز      | α(1→2)                                   |
| يجيروزNigerose  | اثنين من مونومرات الجلوكوز      | α(1→3)                                   |
| أيزومالتوز      | اثنين من مونومرات الجلوكوز      | α(1→6)                                   |
| β,β-طريهالوز    | اثنين من مونومرات الجلوكوز      | β(1→1)β                                  |
| α,β-طريهالوز    | اثنين من مونومرات الجلوكوز      | α(1→1)β                                  |
| سوفروز          | اثنين من مونومرات الجلوكوز      | β(1→2)                                   |
| لامينارابيوز    | اثنين من مونومرات الجلوكوز      | β(1→3)                                   |
| جينتيوبيوز      | اثنين من مونومرات الجلوكوز      | β(1→6)                                   |
| تيورانوز        | مونومرجلوكوز ومونومر فركتوز     | α(1→3)                                   |
| مالتيولوز       | مونومرجلوكوز ومونومر فركتوز     | α(1→4)                                   |
| بالاتينوز       | مونومرجلوكوز ومونومر فركتوز     | α(1→6)                                   |
| جنتيوبيولوز     | مونومرجلوكوز ومونومر فركتوز     | β(1→6)                                   |
| مانوبيوز        | اثنين من مونومرات المانوز       | كلاهما α(1→2), α(1→3), α(1→4), or α(1→6) |
| ميليبيوز        | مونومرجلوكوز ومونومر جالاكتوز   | α(1→6)                                   |
| ميليبيولوز      | مونومرجلوكوز ومونومر جالاكتوز   | α(1→6)                                   |
| يزتينوزRutinose | مونومرجلوكوز ومونومر رامنوز     | α(1→6)                                   |
| ريوتينيولوز     | مونومر فركتوز ومونومر رامنوز    | β(1→6)                                   |
| زيلوبيوز        | اثنين من مونومرات الزيلوبيرانوز | β(1→4)                                   |